# El Rosal (Kolumbien)
El Rosal ist eine erst 1997 gegründete Gemeinde (municipio) in Kolumbien in der Provinz Sabana Occidente im Departamento Cundinamarca, die zur Metropolregion Bogotá gehört.

## Geografie
El Rosal liegt in Cundinamarca, in der Provinz Sabana Occidente, ungefähr 20 km von Bogotá entfernt auf einer Höhe von 2685 m ü. NN und hat eine Durchschnittstemperatur von 12 bis 14 °C. Die Gemeinde grenzt im Nordosten an Subachoque, im Nordwesten an San Francisco, im Süden an Madrid und im Südwesten an Facatativá.

## Bevölkerung
Die Gemeinde El Rosal hat 18.847 Einwohner, von denen 13.600 im städtischen Teil (cabecera municipal) der Gemeinde leben (Stand: 2019).
In der Gemeinde liegt das 1962 gegründete Kloster El Rosal der Missionsbenediktiner.

## Geschichte
Auf dem Gebiet der heutigen Gemeinde El Rosal lebte vor der Ankunft der Spanier das indigene Volk der Muisca. Der heutige Ort wurde durch den Bau einer Kirche 1903 gegründet. Vorher hatte es auf dem Gebiet nur verstreute Häuser, Höfe und Fincas gegeben. Zur Gemeinde wurde El Rosal erst 1997 erklärt.

## Wirtschaft
Der wichtigste Wirtschaftszweig von El Rosal ist der Zierpflanzenanbau, in dem 80 % der Bevölkerung der Gemeinde beschäftigt sind.